# Azid amonný
Azid amonný je sůl kyseliny azidovodíkové a má vzorec NH4N3. Stejně jako u ostatních anorganických azidů se jedná o bezbarvou krystalickou sůl se silnými výbušnými vlastnostmi, i když má pozoruhodně nízkou citlivost. NH4N3 je fyziologicky aktivní a inhalace již malého množství způsobuje bolesti hlavy a změny srdečního rytmu. Poprvé byl připraven Theodorem Curtiusem v roce 1890.